# Jójákin júdai király
Jójákin, más írásmóddal Jojachin, Jehojachin vagy Jékóniás [1Krón 3:16] (héberül: יְכָנְיָה ['az Úr előkészítése'], görögül: Ιεχονιας, latinul: Joachin), (Kr. e. 616 k. – Kr. e. 561 után)
Júda királya Kr. e. 598-tól 597-ig.
Jójákin Jójákim király fiaként született. 18 éves korában, Júda babilóni inváziója idején került a trónra, és három hónapig uralkodott.

„8. Tizennyolc esztendős volt Jóákin, mikor királylyá lett, és három hónapig uralkodott Jeruzsálemben. Az ő anyjának neve Nékhusta, a Jeruzsálembeli Elnatán leánya.
9. És gonoszul cselekedék az Úr szemei előtt, a mint az ő atyja cselekedett volt.”

– 2Kir, 24:8–9

Kénytelen volt megadni magát II. Nabú-kudurri-uszurnak, aki 10 000 alattvalójával együtt Babilónba hurcolta. Csaknem negyven év múlva Nabú-kudurri-uszur meghalt, utódja pedig szabadon bocsátotta Jójákint:

„27. És lőn a harminczhetedik esztendőben, Jóákinnak, a Júda királyának fogságba hurcoltatása után, a tizenkettedik hónap huszonhetedik napján, kivette Evil-Merodák, Babilónia királya, az ő uralkodásának első esztendejében Jóákint, Júda királyát a fogházból;
28. És kegyesen beszélt vele, és feljebb tette az ő székét a többi királyok székeinél, a kik nála voltak Babilóniában;
29. És kicserélte fogsága ruháit, és mindenkor nála volt étele életének minden idejében.
30. És mindenkor kijárt az ő része, a melyet a király adott néki napról napra életének minden idejében.”

– 2Kir, 25:27–30, 